# AMZ-Kutno
AMZ Kutno – автомобільна компанія, розташована в Кутно, Польща, яка працює з 1999 року. Спеціалізується на розробці та виробництві спеціальних кузовів для комерційних транспортних засобів, таких як мікроавтобуси, машини швидкої допомоги, фургони безпеки та спеціальні транспортні засоби для силових служб. Компанія також випускає лінійку міських автобусів і різноманітну військову техніку.

## Продукція військового призначення
- адаптація Росомахи на медичний евакуаційний автомобіль,
- адаптація командної машини Scam SM55,
- адаптація Scam SM55 для лабораторних хімікатів.

Більшість автомобілів, що випускаються на АМЗ-Кутно, це бронеавтомобілі:
- Dzik (Boar) I/II/III,
- Тур I ,
- Тур II,
- Żubr

Кабан виготовляється у трьох варіантах для польських силових служб та експорту до Іраку. До лютого 2008 року було продано більше 600 одиниць. У 2007 році він приєднався до моделі Tur I, а в 2008 модельному році були представлені моделі Zubr і Tur II.

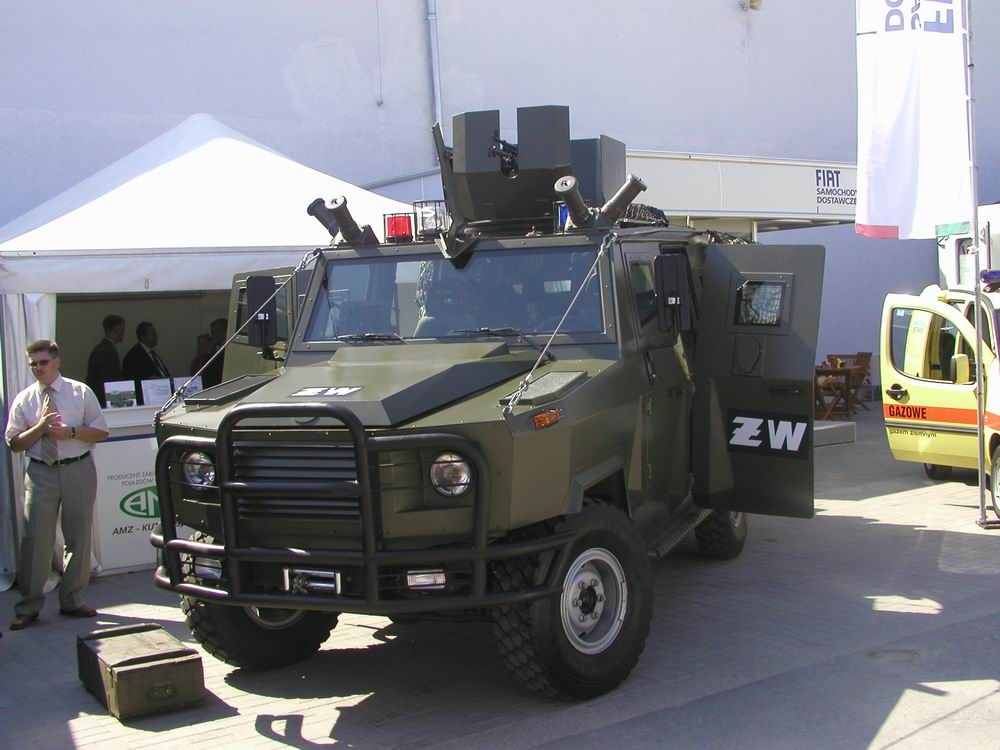
AMZ Dzik 2 військової поліції Війська Польського в Кельце
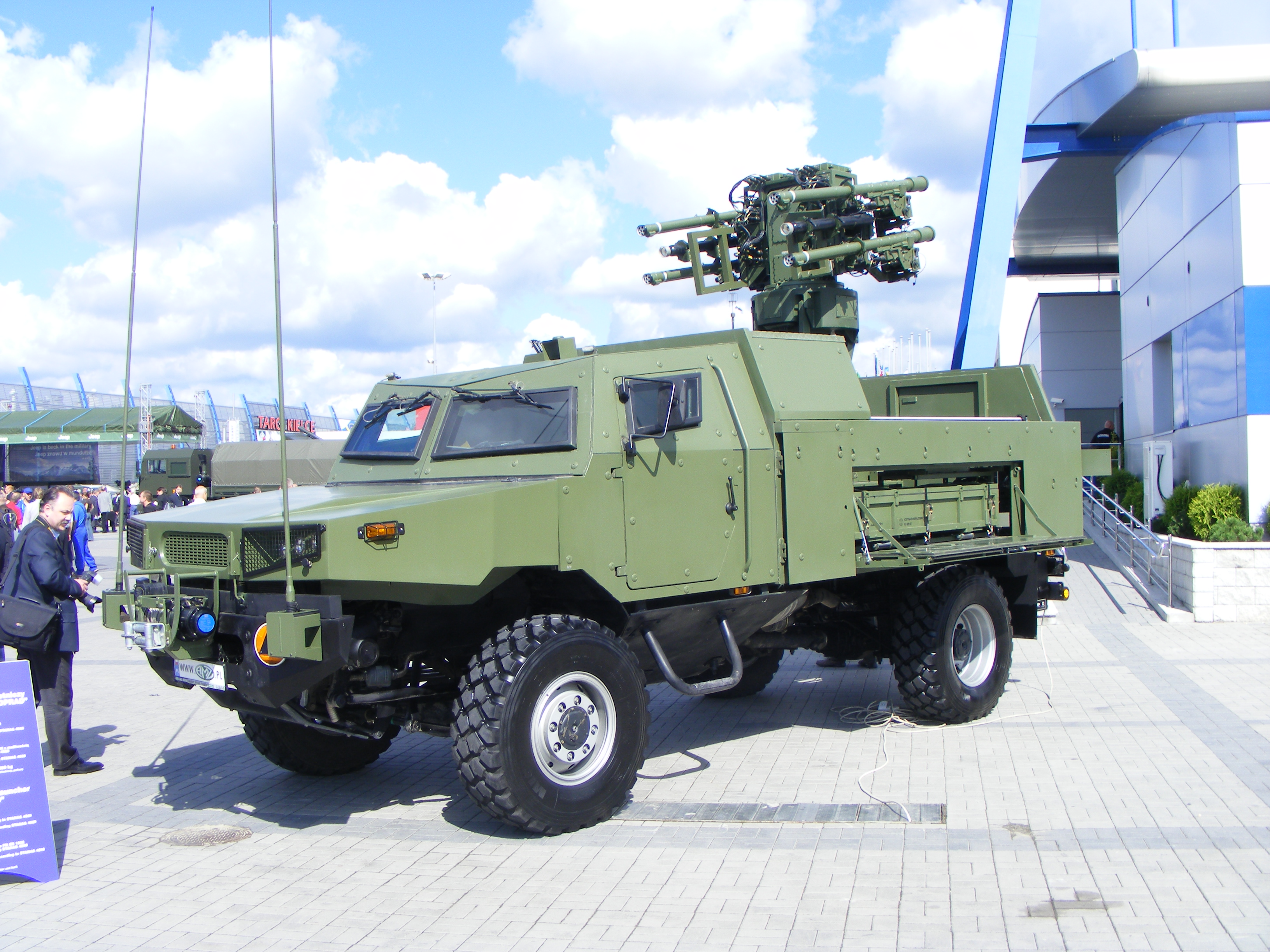
AMZ Żubr P
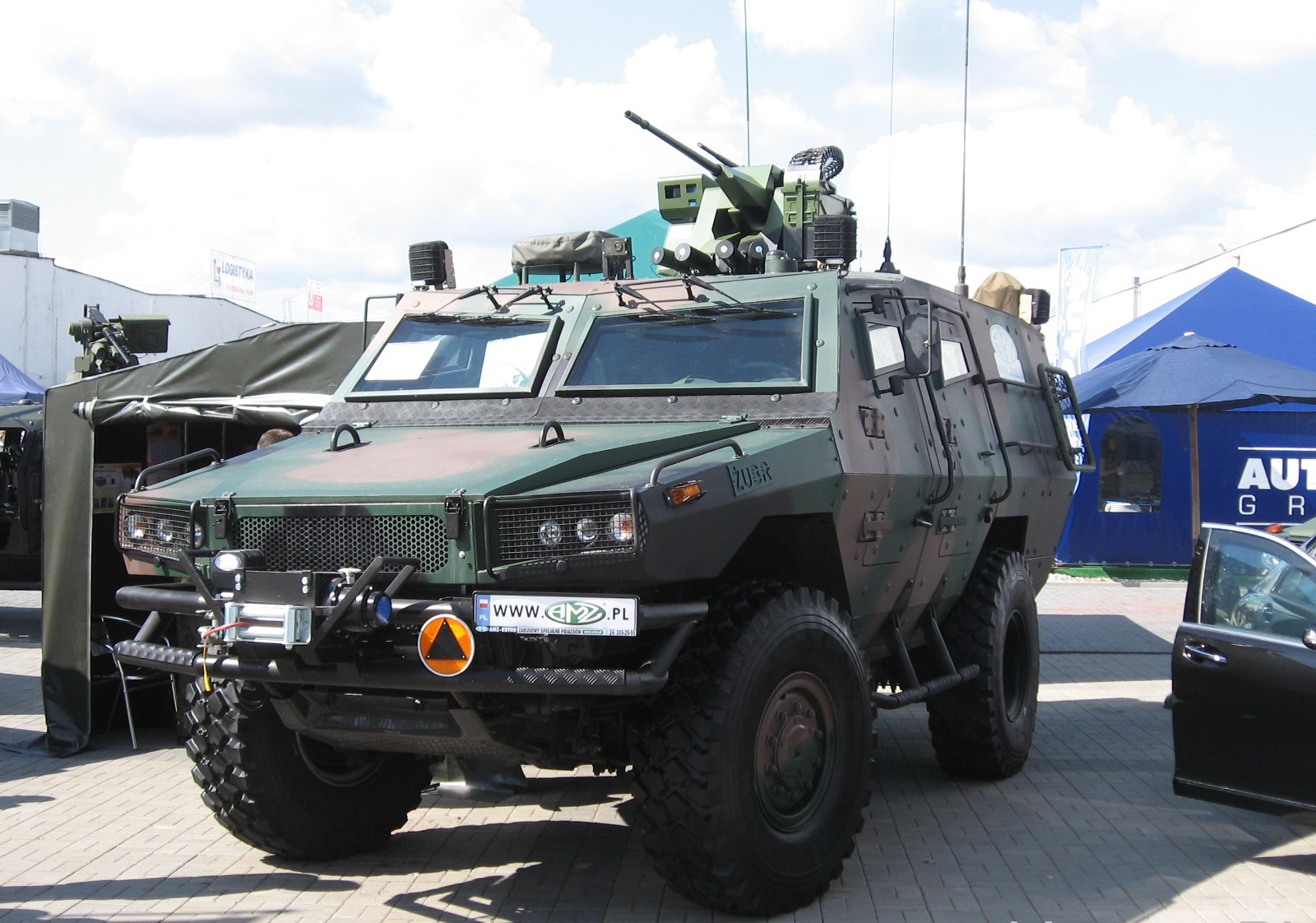
AMZ Żubr WD з кріпленням зброї

## Цивільна продукція
Шасі мікроавтобусів випускаються з 2001 року. Мікроавтобуси використовують шасі від: Ford, Iveco, Mercedes-Benz, Opel, Renault, Volkswagen. Спочатку на автобусах проводили лише переобладнання. Згодом АМЗ-КУТНО почало випускати автобуси власної оригінальної конструкції на шасі фургонів або вантажівок.
Після початкового зростання виробництво автобусів почало скорочуватися через переведення деяких працівників на виробництво моделі Dzik для Іраку. Продажі автобусів у Польщі були такими: 2003 рік - 60 одиниць, 2004 рік - 79 одиниць, 2005 рік - 56 одиниць, 2006 рік - 39 одиниць, 2007 рік - 27 одиниць. Експорт почався в 2005 році. У наступні роки це було: 2005 рік - 7 одиниць, 2006 рік - 24 одиниці, 2007 рік - 2 одиниці.
Моделі автобусів:
- AMZ City Smile CS10E - електричний міський автобус
- AMZ City Smile CS10LF - низькопідлоговий міський автобус
- AMZ City Smile CS12LF - низькопідлоговий міський автобус
- AMZ City Smile CS12 Electric - електричний міський автобус
- AMZ LT46M - міський автобус на базі VW LT46
- AMZ Transit - мікроавтобус на базі Ford Transit
- АМЗ 50C13/15 - мікроавтобус на базі Iveco Daily 50C13/50C15
- АМЗ 65C15 - мікроавтобус на базі Iveco Daily 65C15
- AMZ Vario - мікроавтобус на базі Mercedes-Benz Vario
- AMZ Movano - мікроавтобус на базі Opel Movano
- AMZ Master - мікроавтобус на базі Renault Master
- AMZ Sprinter RTW - на базі Mercedes-Benz Sprinter
- AMZ Crafter 50 - нестандартний кузов на шасі Volkswagen Crafter
- АМЗ 65C15 Ramzar - мікроавтобус, нестандартний кузов на шасі Iveco Daily 65C15
- АМЗ Бумеранг - туристичний автобус, кузов під замовлення на шасі Renault Midlum

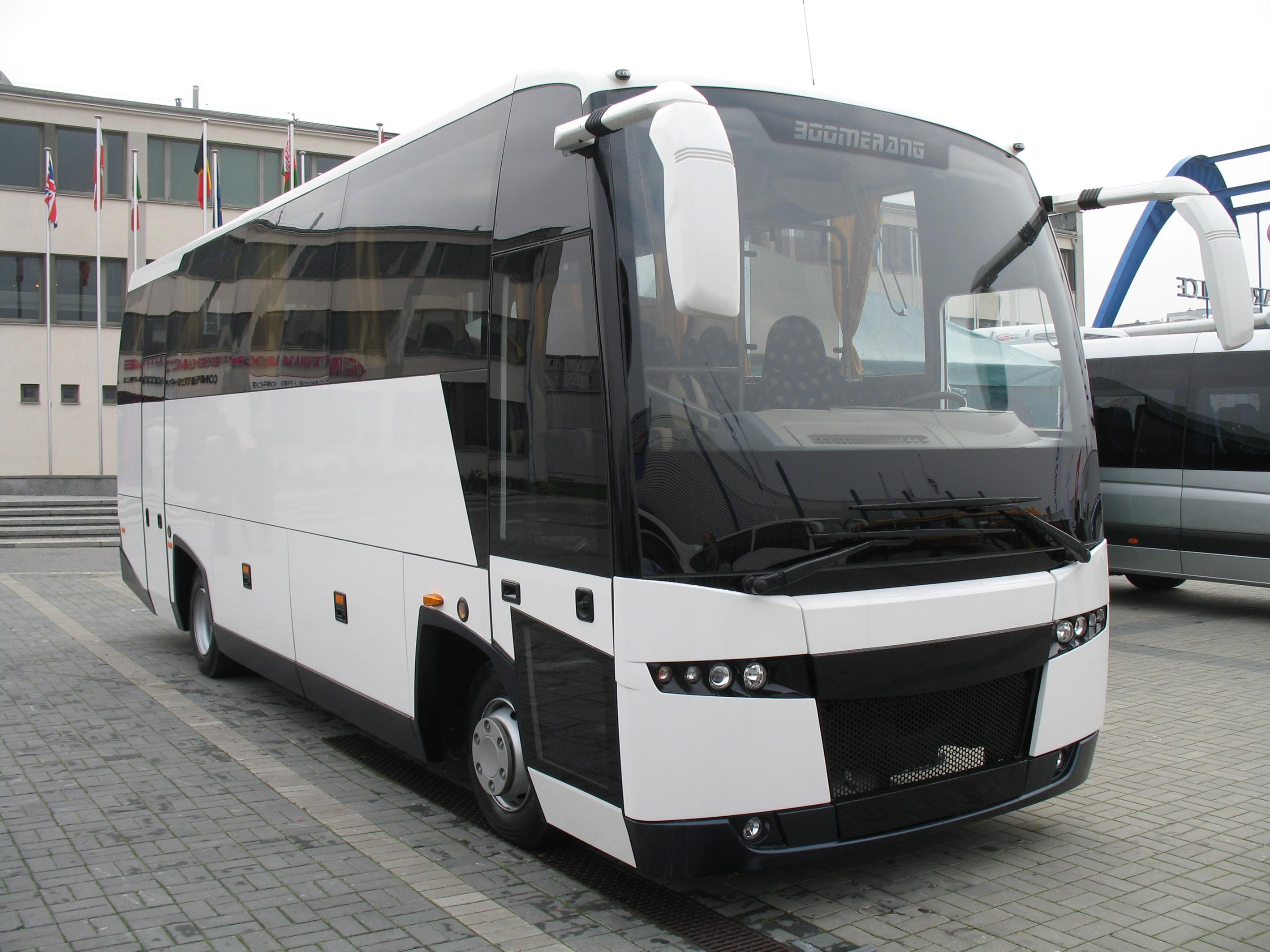
- Автобус AMZ Boomerang на виставці Transexpo 2008
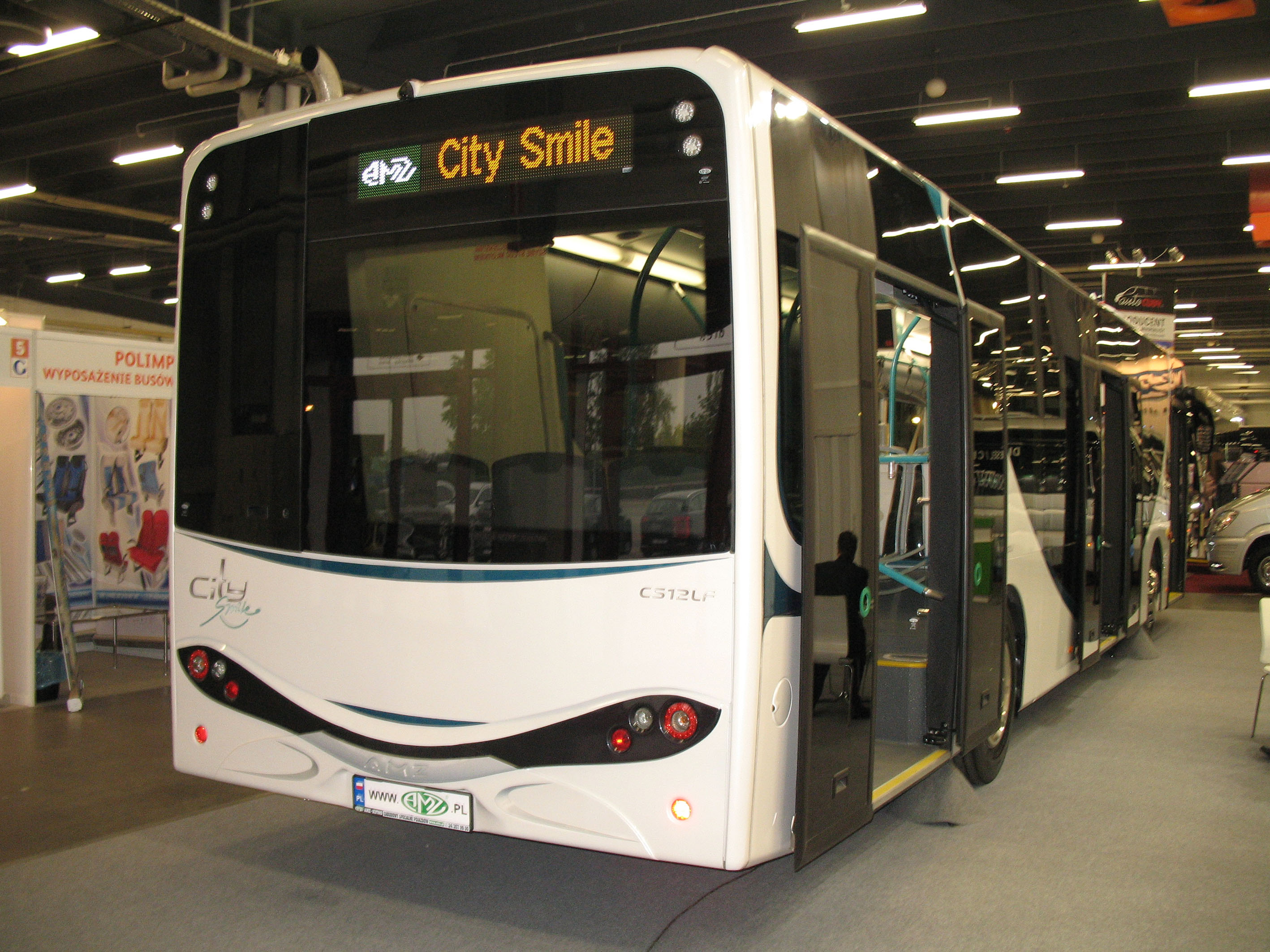
Міський автобус AMZ City Smile
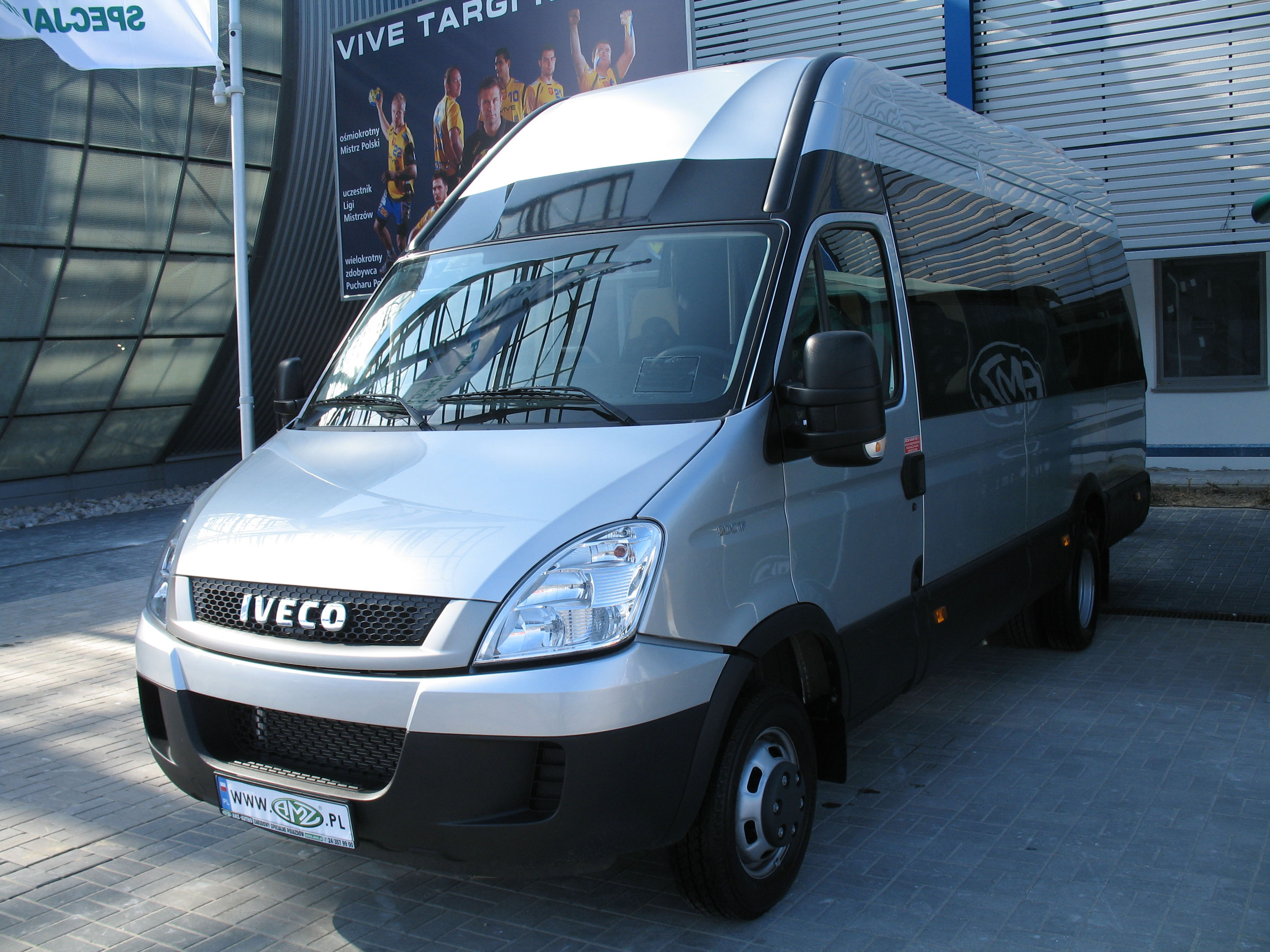
AMZ Iveco Daily
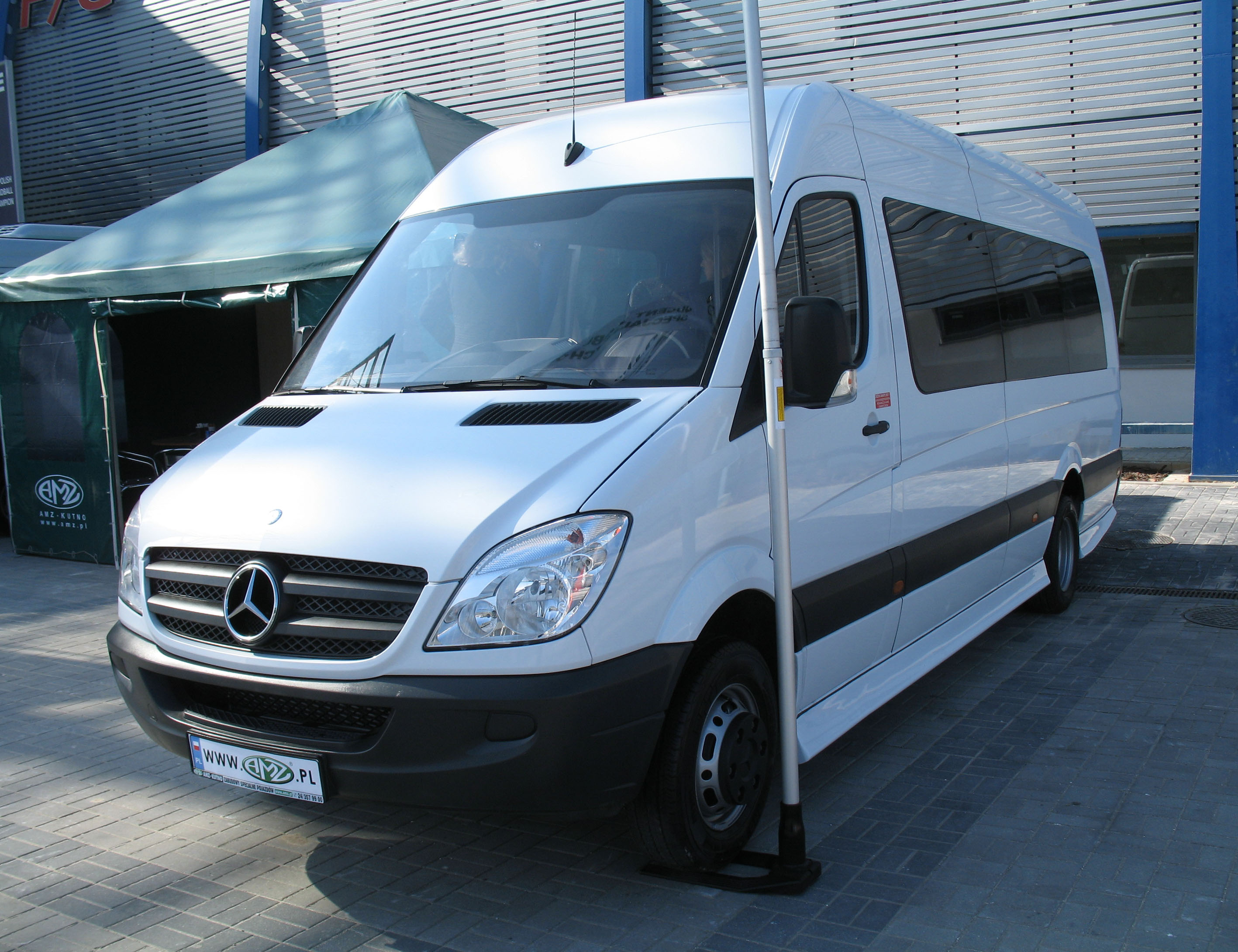
AMZ Mercedes-Benz Sprinter
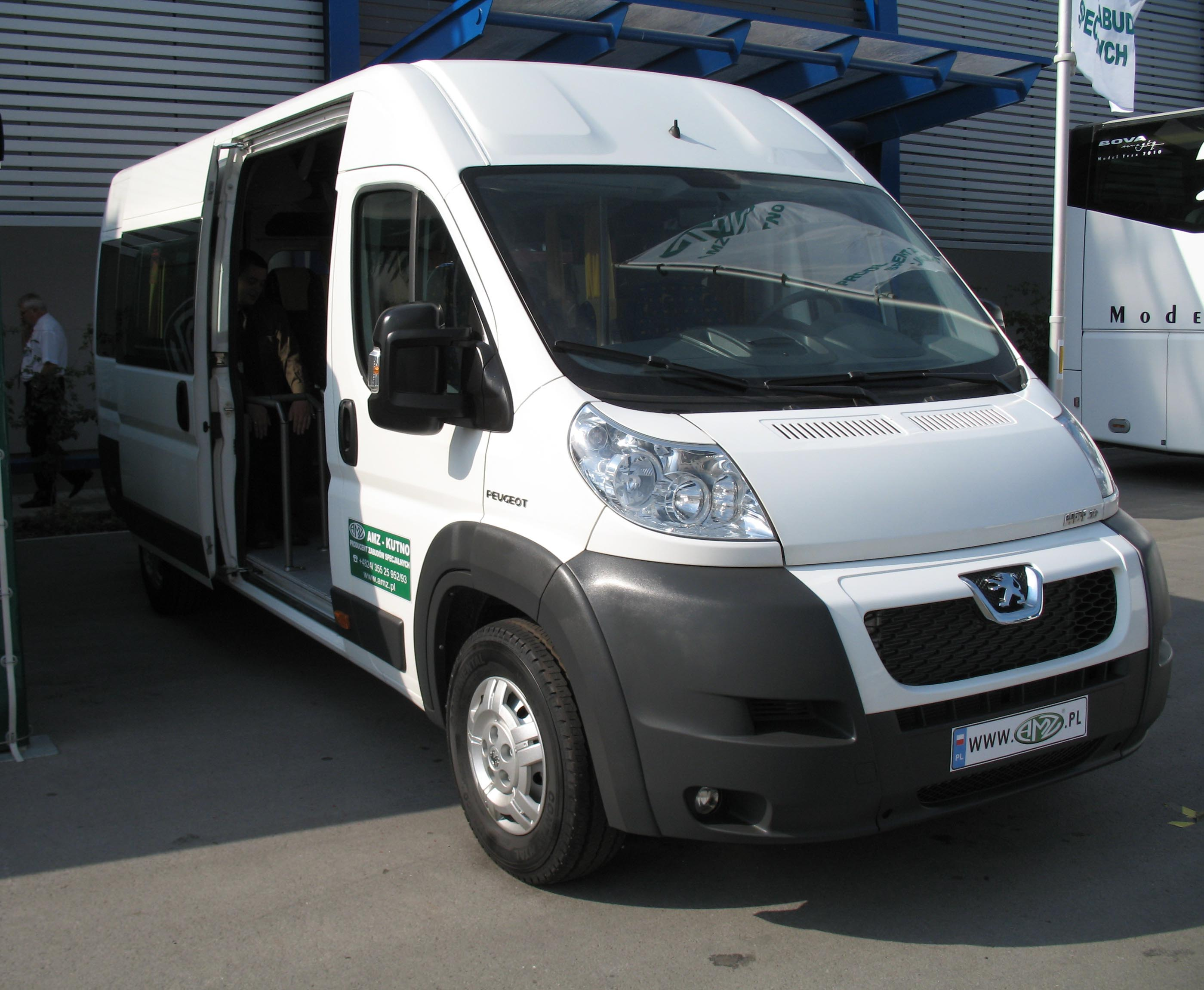
AMZ Peugeot Boxer
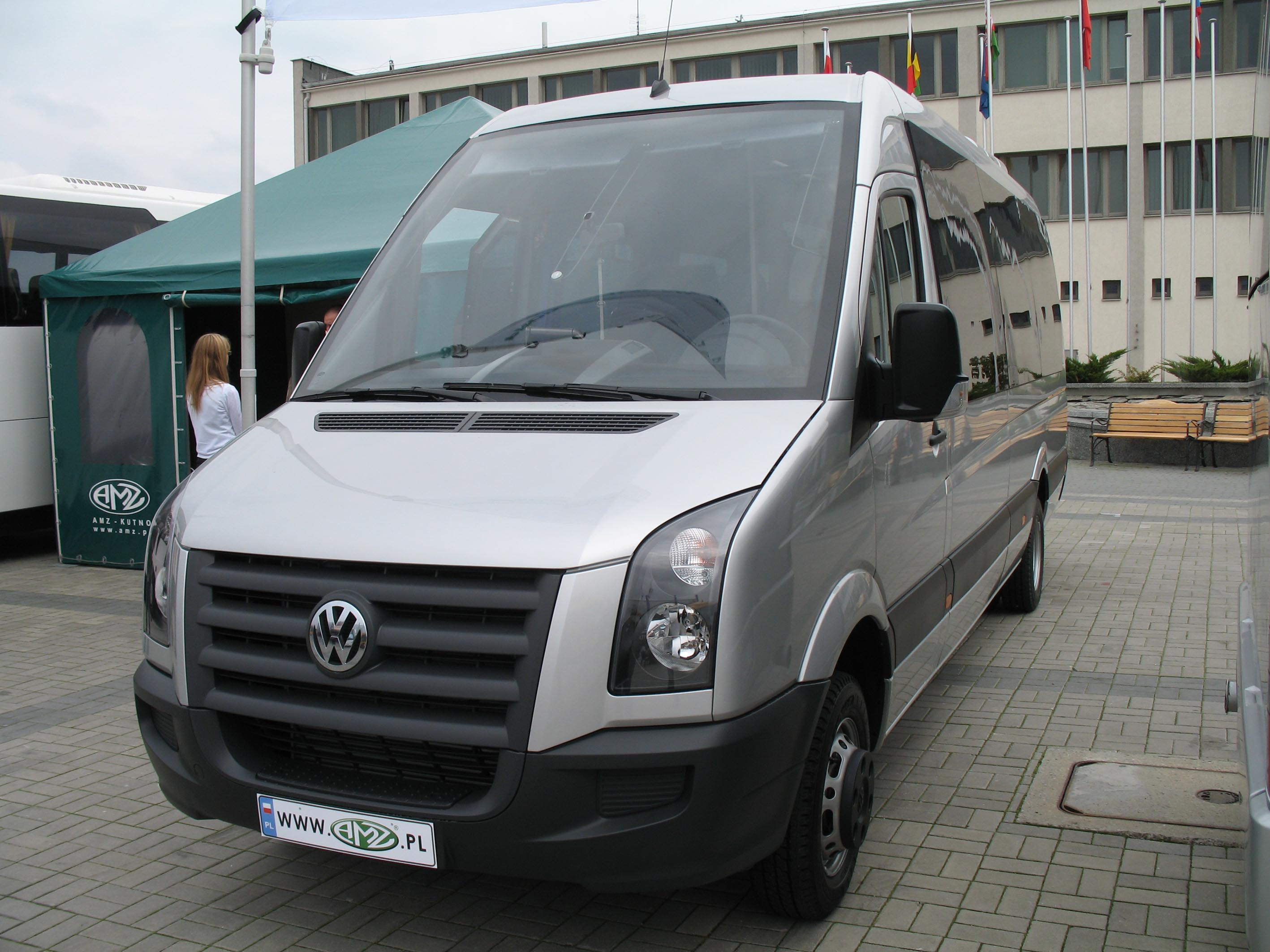
AMZ Volkswagen Crafter
  - Міський автобус AMZ City Smile
  - AMZ Iveco Daily
  - AMZ Mercedes-Benz Sprinter
  - AMZ Peugeot Boxer
  - AMZ Volkswagen Crafter

## Працевлаштування
Станом на кінець 2006 року в компанії працювало близько 350 осіб. У 2008 році кількість співробітників зросла до понад 400 осіб. 